# Lymska borelioza
Lymska borelioza (tudi limska ali lajmska borelioza, pogovorno borelija) je bolezen, ki je posledica okužbe z bakterijami Borrelia burgdorferi, ki jo prenašajo klopi. Bolezen prizadene kožo, živčevje, srce, sklepe in oči. Število primerov se v Evropi močno povečuje. Slovenija je za to bolezen endemična, kar pomeni, da je bolezen stalno prisotna in značilna za to področje. V naših krajih je bolezen skoraj izključno povezana s pikom klopa Ixodes ricinus, ki se okuži pri sesanju krvi malih gozdnih glodavcev in srn. Bolniki se pika klopa pogosto ne spomnijo ali ga ne opazijo.

## Povzročitelj in širjenje bolezni
Povzročitelj borelioze je po Gramu negativna Borrelia burgdorferi sensu lato iz reda spirohet. To so izredno gibljive, spiralno zavite bakterije z bički, ki so velikosti 5–30 μm × 0,2–0,3 μm. Generacijski čas bakterije, tj. čas, ki je potreben, da iz ene bakterije v optimalnih pogojih nastaneta dve hčerinski celici, niha pri boreliji med 7 in 20 ur. Izraz sensu lato (v splošnem pomenu) združuje tri vrste borelij, in sicer B. afzelii, B. garinii ter B. burgdoferi sensu stricto (v ozkem pomenu).
Bolezen je zoonoza, kar pomeni, da jo prenašajo živali. Razširjena je po vsem svetu med 33°in 65° severne geografske širine oziroma tam, kjer so razširjeni ščitasti klopi; v Evropi je to predvsem I. ricinus, v Aziji I. persulcatus, v ZDA pa I. scapularis in I. pacificus. Slovenija je endemska za bolezen, kar pomeni, da je z določeno incidenco stalno navzoča; na izbranih področjih je okuženih povprečno 41 % klopov in 60 % malih sesalcev (deleži se razlikujejo v različnih raziskavah).
Rezervoar B. burgdorferi so različne divje in domače živali, predvsem miši in drugi glodavci, srnjad, ovce, domače govedo, konji in psi, pri katerih poteka okužba večinoma brez bolezenskih znakov, čeprav so bili klinični znaki opaženi pri ovcah, konjih in psih.
Klopi se okužijo s sesanjem krvi okužene živali na katerikoli stopnji razvoja (kot ličinke, nimfe ali odrasli klopi). Večino okužb povzročajo nimfe, saj se zaradi svoje majhnosti lahko neopaženo hranijo daljše časovno obdobje. K neopaznosti ugriza pri vseh stopnjah razvoja prispevajo tudi sekrecije klopa, ki preprečujejo ali zavirajo zaznavo srbenja ali bolečine na mestu ugriza. Klopi prenašajo bakterije z ene živalske vrste na drugo, možen pa je tudi transovarialen prenos, se pravi prek jajčnikov na potomce. Borelije lahko prenašajo tudi žuželke, ki sesajo kri, kot so mušice, obadi in komarji vendar je njihova vloga v primerjavi s klopi obstranska.

## Razvoj bolezni in patofiziologija
Borelije pridejo v kožo večinoma s pikom okuženega klopa in najbrž le izjemoma po piku drugih žuželk. Klopova slina, ki spremlja borelije pri vnosu v kožo, vsebujejo snovi, ki zavirajo imunski odziv na mestu ugriza. To ustvari zaščitno okolje za borelije, kjer se lahko razmnožujejo. Borelije nato potujejo navzven od tega mesta v usnjici. Vnetni odziv gostitelja na bakterijo povroči značilni migrirajoč eritem. Zaradi zavrtja delovanja nevtrofilcev, ki so zelo pomembni v začetnih fazah obrambe, borelije preživijo in se nemoteno razmnožujejo ter potujejo v različne dele telesa.
V dnevih ali tednih po ugrizu se borelije razsejejo preko krvnega in limfnega obtoka po drugih organih, kot so srce in sklepi ter obkrajno in osrednje živčevje, kjer povzročijo različne simptome diseminirane okužbe. Za patogenezo so pomembne predvsem specifične beljakovine na zunanji strani membrane OspA do OspF (iz angleščine outer surface protein), ki so nosilke poglavitnih antigenov. K razsoju bakterije prispeva tudi vezava proteaze plazmin na površino. Vse omenjeno prispeva k visoki invazivnosti bakterije. V primeru nezdravljenja so lahko bakterije prisotne v telesu več mesecev ali celo let navkljub proizvodnji protiteles, predvsem v nekaterih predelih v sklepih, koži in živčevju. Slednja začnejo nastajati razmeroma pozno: nastanek protiteles IgM doseže vrh med tretjim in šestim tednom po okužbi, protitelesa IgG pa se postopoma razvijejo v obdobju nekaj mesecev. Kljub aktivnemu imunskemu odzivu pa lahko borelije preživijo v nekaterih predelih v sklepih, koži in živčevju. Borelije se lahko izognejo imunskemu sistemu preko zmanjšanja izražanja površinskih beljakovin, na katere se vežejo protitelesa, variabilnosti površinske beljakovine V1sE, deaktivacije ključnih imunskih komponent, ko je sistem komplementa, ter skrivanja v zunajceličnem matriksu, kar lahko moti delovanje imunskih dejavnikov.
V možganih lahko borelije sprožijo astrogliozo, tj. proliferacijo astrocitov, kateri sledi apoptoza, kar prispeva k okvari živčevja. Poleg tega lahko vplivajo na gostiteljske celice na ta način, da začnejo izločati kvinolinsko kislino in različne citokine, kar se klinično odraža kot utrujenost in slabost. Primera takih celic so mikrogialne celice in astrociti, ki izločajo interlevkin 6 (IL-6) in tumorje nekrotizirajoči faktor α (TNF-α). Citokini verjetno tudi prispevajo k oslabitvi kognicije.
Domnevano je, da kronično izločanje stresnih hormonov kot odgovora na okužbo z borelijami zmanjša učinek živčnih prenašalcev (nevrotransmiterjev) ali receptorjev v možganih preko s celicami posredovanimi provnetnimi potmi, kar povzroči motnje v uravnavanju nevrohormonov, specifično glukokortikoidov in kateholaminov, ki so glavni stresni hormoni. Poleg tega je količina triptofana, prekurzorja serotonina, zmanjšana. Kronično izločanje stresnih hormonov naj bi bilo vzrok za nevropsihiatrične simptome, opažene pri nekaterih bolnikih z Lymsko boreliozo.

### Lymska borelioza in avtoimunost
Pri okužbi z borelijami je možno, da pride do dolgotrajnega in škodljivega vnetnega odziva. Le-ta naj bi bil posledica zaradi t. i. molekularne mimikrije, s pomočjo katere se borelije izognejo imunskemu sistemu preko posnemanja normalnih delov tkiv. Takšna reakcija naj bi predstavljala obliko s patogenom sproženo avtoimunsko bolezen. Omenjena hipoteza bi lahko pojasnila, zakaj se nekateri simptomi prisotni tudi po uničenju borelij (npr. kronični artritis po antibiotični terapiji).

## Epidemiologija in ekologija
Najbolj endemični predeli za lymsko boreliozo se nahajajo na severni polobli. V Evropi in ZDA je lymska borelioza najpogostejša bolezen, ki jo prenašajo klopi. V Evropi je pojavnost večja v Srednji in Vzhodni Evropi in pada proti zahodu. V obdobju od leta 1990 do 2001 je bilo v Sloveniji prijavljenih slabih 30.000 primerov lymske borelioze; letna pojavnost je od 100–200 primerov na 100.000 prebivalcev.
Na pojavnost bolezni vplivajo življenjsko okolje in način življenja, gostota klopov ter živalski rezervoar, predvsem glodavci in srnjad. Kot pomemben dejavnik lahko obravnavamo tudi urbanizacijo ter druge človeške (antropogene) dejavnike. Ti so sprožili zaporedje dejavnikov, ki so v končni fazi privedli do pojava in širjenja bolezni. Primer tega je zmanjšanje števila plenilcev, ki lovijo srne in glodavce, glavne rezervoarje, kar je povečalo možnost za prenos povzročitelja.
Obolevajo ljudje vseh starosti, vrhova pojavljanj pa sta med prvim in četrtim ter 35. in 65. letom starosti. V svetovnem merilu sta oba spola enako pogosto prizadeta. V Sloveniji je 11 % obolelih mlajših od 15 let, obolevnost žensk pa je za 20 % večja kot pri moških.

## Simptomi in znaki
Potek bolezni delimo na zgodnje in pozno obdobje. Zgodnje obdobje delimo še na lokalizirano in razširjeno (diseminirano) obdobje. Tako dobimo 3 stadije bolezni. V spodnji preglednici je povzetek kliničnih znakov v posameznem obdobju.
V primerih, ko je bolezen izražena v celoti, kar je le izjemoma, sledijo vbodu klopa kožne spremembe, nato prizadetost srca in živčevja, še pozneje pa prizadetost sklepov. Možne so tudi okvare oči ter pozne okvare živčevja in kože. Pri nekaterih bolnikih so izraženi samo posamezni bolezenski znaki. Bolezen se lahko začne s prizadetostjo kateregakoli organskega sistema, lahko je prizadetih tudi več sistemov hkrati. Težave so lahko prehodne, ponavljajoče se ali kronične.
| Obdobje bolezni                 | Klinični znak                                  | Začetek                                                    | Trajanje brez ustreznega zdravljenja |
| ------------------------------- | ---------------------------------------------- | ---------------------------------------------------------- | ------------------------------------ |
| Zgodnje obdobje                 |                                                |                                                            |                                      |
| lokalizirana okužba (1. stadij) | migrirajoči eritem                             | nekaj dni do nekaj tednov po okužbi                        | nekaj tednov do nekaj mesecev        |
| lokalizirana okužba (1. stadij) | borelijski limfocitom                          | nekaj dni do nekaj tednov po okužbi                        | nekaj tednov do več mesecev          |
| diseminirana okužba (2. stadij) | migrirajoči eritem na več mestih               | nekaj dni do nekaj tednov po okužbi                        | nekaj tednov do nekaj mesecev        |
| diseminirana okužba (2. stadij) | prizadetost živčevja                           | nekaj tednov do nekaj mesecev po okužbi                    | več mesecev                          |
| diseminirana okužba (2. stadij) | prizadetost srca                               | nekaj tednov do nekaj mesecev po okužbi                    | nekaj tednov                         |
| diseminirana okužba (2. stadij) | prizadetost sklepov                            | navadno več mesecev po okužbi                              | več mesecev                          |
| Pozno obdobje                   |                                                |                                                            |                                      |
| (3. stadij)                     | kronična prizadetost sklepov, živčevja in kože | več mesecev do več let po začetku prvih bolezenskih znakov | trajno                               |

### Kožne spremembe pri boreliozi

#### Zgodnje obdobje
Najprej se po piku klopa pojavi majhna rdeča lisa (makula) ali drobna bunčica (papula), ki po nekaj dnevih izgine.
Najpomembnejša sprememba v zgodnjem obdobju je migrirajoči eritem (erythema migrans, dobesedno – premikajoča se rdečina). Migrirajoči eritem je tudi najpogostejši klinični znak borelijske okužbe. Kaže se kot bolj ali manj pravilen rdeč kolobar, velik približno 5 cm ali več, koža v sredini pa je na videz nespremenjena. Ta sprememba se na koži pojavi po enem ali več tednih po okužbi. Poleg tipične obročaste spremembe se lahko pojavijo še manj značilne spremembe, kot je erythema migrans diffusum, kjer je tudi središče pordelo, in ostale spremembe (erythema purpuricum, nodulare itd.). Sprememba je prisotna nekaj dni do več mesecev, navadno nekaj tednov. Migrirajoči eritem lahko srbi, peče in/ali boli. Pri otrocih se pogosto pojavi na obrazu ali v okolici spolovil, pri odraslih pa kjerkoli po telesu. Polovica bolnikov ima tudi splošne težave, kot so slabo počutje, utrujenost, glavobol ter bolečine v mišicah in sklepih. Prisotnost teh znakov nakazuje, da okužba ni omejena samo na kožo, ampak da je verjetno prišlo do razsoja bakterij po telesu. Dokaz za razsoj je tudi pojav dodatnih (sekundarnih) kožnih sprememb, ki so podobne prvotni (primarni). Spremembe so lahko ovalne, okrogle ali nepravilnih oblik. Velike so nekaj cm do več kot meter. Gre za razsejani (diseminirani) migrirajoči eritem.
Mnogo redkejša sprememba kot migrirajoči eritem je borelijski limfocitom. Drugi izrazi za to spremembo so: borelijski psevdolimfom, lymphocytoma in lymphadenitis benigna cutis. To je modrikasto rdečkasta, do nekaj cm velika zatrdlina, ki jo sestavljajo limfociti. Limfocitom pa se lahko pojavi tudi kot plošča rdeče ali lividno rdeče barve. Približno pri četrtini prizadetih, so povečane tudi regionalne bezgavke.  Pri otrocih se največkrat pojavi na ušesni mečici, pri odraslih pa v predelu prsne bradavice. Pojavi se kasneje kot migrirajoči eritem in traja dlje. Izgine spontano, vendar včasih šele po letu dni ali kasneje.

#### Pozno obdobje
Več let po piku klopa se lahko pojavi kronični atrofični akrodermatitis (acrodermatitis chronica atrophicans). To je napredujoča bolezen kože, ki pa je sedaj postala redkejša, ker se posveča več pozornosti pravočasnemu odkrivanju in zdravljenju borelioze. Pri teh spremembah je koža najprej otekla ter temno rdeča ali lividno rdeča. Pogosto so prizadete okončine. Kasneje, v kroničnem stadiju, se koža močno stanjša in postane podobna cigaretnemu papirju. Skozi stanjšano kožo  prosevajo vene in tudi lasni mešički. Zelo stanjšano je tudi podkožje. Ta kožna sprememba ne izgine sama po sebi.

### Prizadetost živčevja
Prizadetost živčevja pri lymski boreliozi ali nevroboreliozo delimo v zgodnjo in pozno. Pri obeh sta lahko prizadeta osrednje in obkrajno živčevje.

#### Zgodnja nevroborelioza (2. stadij)
Garin-Bijadoux-Bannwathov sindrom je zgodnja oblika nevroborelioze, za katero so značilne bolečine, ki se selijo in so najizrazitejše ponoči. Lahko so edini klinični simptom. Značilno je povečano število limfocitov v likvorju. Možna je tudi ohromitev (pareza) možganskih živcev ali prizadetost obkrajnega živca. Bolečine ne izginejo ob jemanju sredstev proti bolečinam (analgetikov).
Limfocitni meningitis je najpogostejša oblika nevroborelioze. Gre za vnetje možganskih ovojnic zaradi okužbe, ki se kaže z različno močnim glavobolom, slabostjo, bruhanjem, včasih tudi z vročino. Meningealni znaki (otrdel vrat) praviloma niso izraženi.
Encefalitis (vnetje možganov) se pojavlja redkeje. Kaže se z motnjami spanja, nezmožnostjo koncentracije, motnjami spomina, razdražljivostjo in čustveno neuravnovešenostjo.

#### Pozna nevroborelioza (3. stadij)
Pozna prizadetost živčevja je stalno (kontinuirano) vnetje osrednjega ali obkrajnega živčevja, ki traja več kot pol leta (6 mesecev). Kaže se kot kronični limfocitni meningitis, za katerega so značilni glavobol, utrujenost in izgubljanje telesne teže (hujšanje). Encefalomielitis (vnetje možganov in hrbtenjače) se kaže kot počasi napredujoča para- ali tetrapareza (ohromitve od pasu navzdol ali od vratu navzdol), motnje ravnotežja (ataksija), naglušnost, spoznavne (kognitivne) motnje, slabost, utrujenost in glavobol.

#### Obrobna (periferna) ohromitev (pareza) obraznega živca
Pogost in včasih edini znak zgodaj v poteku lymske borelioze je okvara možganskih živcev. Prizadet je lahko katerikoli živec, najpogosteje pa obrazni. Prizadetost je pogostejša pri otrocih. Pogosto je pridružena tudi prizadetost osrednjega živčevja. Ohromitev je perifernega (obrobnega) tipa, prizadete pa so vse tri veje obraznega živca. Ohromitev je največkat enostranska, redkeje obojestranska. Lahko je delna ali popolna. Prizadeta oseba ne more nagubati čela, zapreti očesa in ima povešen ustni kot. Pri nekaterih bolnikih se pojavijo še lokalne (motnje občutenja, bolečina, oteklina obraza) in sistemske (glavobol, utrujenost, vrtoglavica, bolečine v mišicah) težave.

### Prizadetost sklepov

#### Lymski artritis
Lymski artritis je pogost v ZDA, v Evropi in na Slovenskem pa je redkejši. Značilno je, da bolnik zboli nenadoma, z otekanjem enega ali več sklepov. Sklep je otekel, koža v okolici pa je topla, ni pa pordela. Bolezen prizadene predvsem velike sklepe; koleno, ramenski sklep, kolk, gleženj in tudi čeljustni sklep. Sklepi praviloma, ne pa vedno, bolijo. Bolniki so utrujeni, telesna temperatura pa ni povišana. Spremembe na posameznem sklepu trajajo nekaj dni do nekaj tednov, lahko tudi nekaj mesecev, in se ponavljajo. Obdobja vnetih sklepov (artritisa) se izmenjavajo z obdobji bolečin v sklepih (artalgijami), ki jih spremlja še vnetje mišičnih kit (tendinitis) in sluznikov (burzitis). V približno 10 % primerov so sklepi kronično prizadeti, z razjedami kosti in hrustanca. Borelije lahko povzročijo tudi reaktivno vnetje sklepov (artritis) zaradi bakterij, ki vztrajajo v sinovijski sklepni ovojnici ali zaradi imunogenov, ki spodbujajo nastanek limfocitov T.

### Prizadetost mišic, srca in oči
Prizadetost mišic se pri boreliozi pojavlja zelo redko. Akutno vnetje ene ali več mišic se lahko pojavi v zgodnjem ali poznem obdobju borelioze. Najpogosteje so prizadete mišice ramenskega obroča. Bolnike prizadeta mišica močno boli, moč je oslabljena.
Srce je prizadeto pri 0,3–4 % bolnikov v Evropi in pri 4–10 % bolnikov v ZDA. Zbolijo osebe vseh starosti in obeh spolov. Bolniki zaznajo svoj srčni utrip (palpitacije), lahko občutijo bolečino v prsih, ali pa so brez simptomov. Znaki prizadetosti srca so prevodne motnje, motnje ritma, vnetje osrčnika (perikarditis), vnetje srčne mišičnine (miokarditis) ali razširjeno srce (dilativna kardiomiopatija).
Oči so pri boreliozi prizadete redko, prizadete pa so lahko v vseh stadijih bolezni. Kaže se kot vnetje raznih očesnih struktur (veznice, roženice, vidnega živca ...).

## Okužbe ploda
Možen je prenos borelij preko posteljice (transplacentaren prenos). Okužba nosečnice lahko povzroči prezgodnji porod, smrt ploda v maternici ali različne nepravilnosti v razvoju (anomalije), kot so slepota, srčne napake in podobno. Okvare so možne tako pri nezdravljenih kot pri zdravljenih nosečnicah.

## Diagnoza
Migrirajoči eritem je edini znak, ki omogoča zanesljivo diagnozo borelioze, za vse ostale oblike je potrebna potrditev borelijske okužbe z laboratorijskimi preiskavami. Laboratorijsko se lahko okužba dokaže neposredno, z dokazom povzročitelja, ali posredno, z dokazom protiteles proti boreliji. Najpogostejši način je dokazovanje specifičnih protiteles. Ker protitelesa nastajajo zelo počasi, je odsotek pozitivnih testov odvisen od časa trajanja okužbe. V začetnem obdobju, ko je prisoten migrirajoči eritem, je pozitivna le četrtina bolnikov. Pri kronični obliki, kot je kronični atrofični akrodermatitis, pa so pozitivni skoraj vsi bolniki. Nekateri bolniki pa se na okužbo ne odzovejo s tvorbo specifičnih protiteles. Vendar pa je diagnostično pomemben le test, pri katerem so protitelesa v dovolj visokih koncentracijah (titer protiteles). V endemičnih krajih so namreč protitelesa prisotna tudi v krvi zdravih ljudi, ampak v nižjih titrih.
Same borelije se lahko za neposredno laboratorijsko diagnostiko osami iz različnih kliničnih vzorcev (koža, kri, likvor, sinovijska tekočina, šarenica in srčna mišica) tako pri zgodnji kot tudi pri kronični obliki okužbe. Borelije se goji na modificiranem Kellyjevem gojišču, izolirane bakterije pa se nato identificira morfološko z mikroskopom s temnim poljem (oblika, velikost, gibljivost). Za določitev vrste borelij je potrebna analiza molekul DNK (v prvi vrsti PCR).

## Zdravljenje
V vseh stadijih bolezni je smiselno zdravljenje z antibiotiki, ki je najuspešnejše zgodaj v poteku bolezni, saj se lahko z veliko verjetnostjo prepreči razsoj borelij in pojav poznejših kliničnih znakov bolezni. Uporabljajo se antibiotiki, ki delujejo proti borelijam in vitro in ki so se izkazali za učinkovite v kliničnih raziskavah; to so azitromicin, doksiciklin ter amoksiciklin. Še vedno pa lahko borelije vstopijo v celice ali preidejo v predele, ki so za antibiotike in za imunski sistem nedostopni. Najpogostejša klinična slika, to je migrirajoči eritem, se lahko pozdravi brez zdravljenja z antibiotiki, vendar je slednje hitrejše. Razširjene in kronične oblike bolezni se zdravi najpogosteje s ceftriaksonom, penicilinom G, azitromicinom, doksiciklinom ali amoksicilinom.

## Preprečevanje
Preprečevanje pikov klopov je najuspešnejše. To lahko dosežemo z uporabo ustreznih oblačil, repelentov (odganjal), rednim pregledovanjem kože in takojšnjim odstranjevanjem klopov, pri čemer je idealna odstranitev celotnega klopa (tj. skupaj z glavo) brez zdrobljenja njegovega telesa v prvih 24 urah. Encim bradikinaza v klopovi slini razgrajuje vnetne mediatorje in klopu omogoči, da ostane neopažen, zaradi česar je potrebno redno pregledovanje kože in obisk zdravnika ob sumu na boreliozo. Uporaba antibiotikov po piku se ne priporoča. V Evropi potekajo tudi raziskave za razvoj cepiva, v ZDA pa je bilo cepivo proizvajalca GlaxoSmithKline umaknjeno zaradi domnevnih avtoimunskih stranskih učinkov. Trenutno potekajo raziskave za razvoj novih cepiv na osnovi beljakovine OspC in glikolipidov.

## Zgodovina
Bolezen je dobila ime po pokrajini Lyme v Connecticutu (ZDA), kjer so v 70. letih prejšnjega stoletja ugotavljali porast primerov juvenilnega revmatoidnega artritisa pri otrocih; v skladu s tem so bolezen sprva poimenovali Lymski artritis. Po obsežnih raziskavah je bilo ugotovljeno, da se je bolezen pojavila po ugrizu klopa, in sicer najprej v obliki migrirajočega eritema. Povzročitelja je leta 1982 prvi opisal Willy Burgdofer, klasificiran pa je bil leta 1984. V Evropi so sicer nekatere klinične slike bolezni opisovali že pred več kot 100 leti. V Sloveniji je bolezen prvi opisal J. Lešničar.
Znani ljudje, ki so preboleli lymsko boreliozo, so Samantha Stosur, avstralska tenisačica, Wyatt Sexton, bivši igralec ameriškega nogometa ter George W. Bush, bivši predsednik ZDA.